# Hans Zaugg
Hans Zaugg (* 3. Mai 1913 in Olten; † 3. August 1990 in Trimbach SO; heimatberechtigt in Wyssachen) war ein Schweizer Architekt und ein wichtiger Vertreter der modernen Schweizer Nachkriegsarchitektur.

## Leben
Hans Zaugg, Sohn eines Käsers, besuchte in Biel die Grundschulen, lernte 1928 bis 1931 Hochbauzeichner im Büro von Walter Real und Arnold von Arx. Anschliessend studierte er Architektur von 1932 bis 1934 am Technikum Burgdorf und von 1936 bis 1938 als Gasthörer bei William Dunkel und Otto Rudolf Salvisberg an der ETH Zürich. Auf Empfehlung Salvisbergs konnte Zaugg dann bei Hans Hofmann, dem Chefarchitekten der Schweizerischen Landesausstellung, an der Gestaltung des linken Seeufers massgeblich mitwirken. Nach dem Ende der Ausstellung beteiligte Zaugg sich wieder in seiner Heimatstadt an Wettbewerben und wurde 1942 mit dem ersten Preis zum Wettbewerb für den Neubau der Zentralbibliothek Olten ausgezeichnet.

## Barth und Zaugg
Darauf gründete er in Aarau ein eigenes Architekturbüro, das er ab 1944 zusammen mit Alfons Barth unter dem Namen Barth und Zaugg bis zu seinem Tod weiterführte. Die beiden Architekten nahmen an einer Vielzahl von Wettbewerben teil und realisierte ebenfalls mit seinem Partner zahlreiche Schulhäuser, Gewerbehäuser, Fabrikhallen und Wohnbauten. Daneben führte sowohl Barth das väterliche Büro in Schönenwerd weiter als auch Zaugg sein eigenes in Olten. Die Aufteilung der Projekte folgte oftmals pragmatischen Gründen der Arbeitsorganisation, Auftragslage, Mitarbeiterbestand.
Mit den gleichdenkenden Kollegen der sogenannten Solothurner Schule, Max Schlup, Franz Füeg und Fritz Haller teilten Hans Zaugg und Alfons Barth die Vorliebe für zeitgemässe Materialien wie Stahl und Glas. Zaugg, der 1948 35-jährig in den BSA, Ortsgruppe Zürich aufgenommen worden war, und der zeit seines Lebens an vielen Wettbewerben teilnahm, war selbst auch als Juror unermüdlich tätig.

## Eigenes Werk
Während im gemeinsamen Büro eher die öffentlichen Bauten und aus Wettbewerben hervorgegangenen Bauaufträge ausgeführt wurden, plante Zaugg im eigenen Büro vor allem eine Reihe sorgfältig gestalteter Einfamilienhäuser.
Beim Bau seines eigenen Wohnhauses experimentierte Zaugg mit Ideen der Vorbilder Mies van der Rohe und Le Corbusier. Er brach völlig mit dem erlernten Landistil und verwirklichte als erster der Solothurner Schule einen Stahltragwerkbau. Die sichtbare Tragkonstruktion, offenen Raumübergänge und die grossen Glasfronten zum Garten geben dem Bau mit dem damals noch ungewohnten Flachdach ein eigenes Gepräge.
Beim Entwurf ging Zaugg von Le Corbusiers Modulor Maßsystem aus, das er aber auf die eigene Körpergrösse von 1,83 auf 1,78 Meter abwandelte. Das Haus wurde als Eisenskelett mit einem Raster von 0,84 m × 1,10 m aufgebaut.

## Werke (Auswahl)
eigene Arbeiten, Büro Olten
- Bahnhofbrücke, Olten 1941–1946 (zerstört)
- Haus Zwahlen, Trimbach 1943
- Friedhofgestaltung Kirchstrasse, Lostorf 1948
- Haus Zimmerli, Olten 1951–1952
- Arzthaus Gauer, Lostorf 1954, 1964, 1969
- Eigenheim Zaugg, Olten, 1954–1956
- Friedhofgestaltung Meisenhard, Olten 1955–1964, 1972, 1988
- Verwaltung Ideal Standard, Dulliken 1956–1958 (abgerissen)
- Hotel Eiger, Grindelwald 1957–1958
- Stadion und Kunsteisbahn, Olten 1957–1959 (mit O. Hagmann)
- Haus Gysin, Mühledorf 1960–1963
- Modehaus Siegrist, Olten 1960–1961
- Haus Süess, Wil SO 1964–1965
- Haus Ochsner, Olten 1965–1966
- Fabrikgebäude Süess, Dulliken 1965–1967
- Haus Jakob, Wil 1969–1970
- Haus Zaugg, Oberdorf 1970–1971
- Haus Straumann, Trimbach 1971–1972
- Kirchgemeindehaus, Hägendorf 1971–1975, 1980
- Haus Heim, Wil 1972–1973
- Haus Vögeli, Wil 1973–1974
- Schule Eigasse, Hägendorf 1975–1977
- Haus Brügger, Mühledorf 1976
- Solothurner Kantonalbank, Olten 1976–1979
- Haus Neuhaus, Olten 1977–1978
- Haus Strub-Planzer, Kappel 1986–1988

Büro Barth und Zaugg, Büro Aarau
- Kantonsbibliothek, Solothurn, Wettbewerb II 1942, 1. Preis (nicht ausgeführt)
- Ortsplanung, Dornach SO / Arlesheim BL Wettbewerb 1945, 1. Preis
- Schule, Grenchen 1945–48
- Primarschule, Niedergösgen 1945–53
- Verwaltungsgebäude Aare-Tessin AG und Hauptpost, (ATEL) Olten 1946–1953, 1978
- Ortsplanung, Muri, Wettbewerb 1947, 1. Preis
- Schulhaus, Döttingen 1948–1949
- Landwirtschaftsschule, Gränichen 1948–1957
- Ortsplanung, Langenthal, Wettbewerb 1949, 1. Preis (mit Willi Marti)
- Wohnbauten, Arzthäuser, Höhenklinik Allerheiligenberg 1949–1952
- Berufsschule, Olten 1949–1954 (mit Oskar Bitterli)
- Bezirksschulhaus Fuchsrain, Möhlin 1952–1960
- Kirchgemeindehaus, Aarau 1954–1959
- Primarschule, Rothrist 1957–1961
- Schule Scheibenschachen, Aarau 1961–1963
- Schwesternhaus Königsfelden, Windisch 1960–1964
- Kantonsschule Steinmannhaus, Aarau 1961, 1967–1969
- Abschlussklassenschule Auen, Frauenfeld 1962–1968
- Sälischulhaus, Olten 1964–1968
- Mifa Mehrfamilienhäuser, Buchs 1964–1966
- Abdankungshalle Rosengartenweg, Aarau 1964–1968
- Mehrfamilienhaus Oberdorfstrasse, Buchs 1966–1967
- Postgebäude, Suhr 1968–1970
- Postgarage Telli, Aarau 1970–1978
- Schweizer Buchzentrum, Hägendorf 1972–1975, 1987
- Ausbildungsstätte SBB Löwenberg, Murten 1975–1982 (mit Fritz Haller)
- VEBO Behindertenzentrum, Oensingen 1976–1984
- Gemeindehaus, Däniken 1975–1977
- Schule und Mehrzweckanlage Steinmattstrasse, Oberbuchsiten 1977–1983
- Behindertenheim Juraweg, Staufen 1979–1981
- Um- und Anbau Hauptpost, Aarau 1980–1988
- Erweiterung Kantonsschule Zelgli, Aarau 1984–1989
- Erweiterung Kantonsschule (Bibliothek, Mediothek, Mensa), Solothurn 1984–1991 (weitere Erweiterungsbauten von Fritz Haller)